# Francis de Miomandre
Francis de Miomandre es el seudónimo de François Félicien Durand (Tours, 22 de mayo de 1880 - Saint-Brieuc, 1 de agosto de 1959) fue un escritor francés ganador del premio Goncourt en 1908 por la novela Écrit sur de l'eau...

## Biografía
En su juventud, fundó una sociedad secreta llamada Peacocks. Escribió su primer libro con 20 años, y ganó el premio Goncourt con 28 años por Écrit sur de l'eau... (Escrito en el agua), en 1908. Fue amigo del París literario (Gide, Suarès, Larbaud, Breton, Supervielle, Desnos, Milosz, Soupault, Claudel y muchos otros).
Durante un tiempo vivió en un pequeño apartamento de la calle La Bruyère, en París, que hacía servir de salón y de estudio. Formó parte de los clubs más reputados, el Jockey, el Épatant, el Régence, el Fouquet’s y el Flore. De pequeña estatura, llevaba monóculo y fumaba largos cigarrillos.
Escritor muy prolífico, es conocido también por sus traducciones del español al francés, entre otros, de Miguel Ángel Asturias, Miguel de Unamuno, Miguel de Cervantes, Calderón de la Barca, Teresa de la Parra, Lydia Cabrera y Emilio Lascano Tegui.
En 2013 Remi Rousselot publicó la biografía Francis de Miomandre, un Goncourt oublié, en la editorial Editions de la Différence.
Hay una traducción al español de Escrito en el agua, por Germán Gómez de la Mata, en Los premios Goncourt de Novela I, de Plaza y Janés, Barcelona, 1964, junto a otros ganadores del premio.

## Novelas
- Écrit sur de l'eau... París, Émile-Paul Frères. Premio Goncourt 1908.
  - París, Ferenczi, coll. “Le Livre Moderne Illustré N.º 1”. Bois de Clément Serveau, 1923.
  - Monaco, Les Éditions nationales de Monaco, "Collection des prix Goncourt", 1950.
- Escrito en el agua, Barcelona: Plaza y Janés, 1964 (Trad. de Germán Gómez de la Mata)
- Aventures merveilleuses d'Yvan Danubsko, prince valaque. París, Daragon, 1909.
- Le Vent et la Poussière. Roman. París, Calmann-Lévy, 1909.
- L’Ingénu. Roman. París, Calmann-Lévy, 1910.
- Au Bon Soleil, scènes de la vie provençale. Dialogues. París, Calmann-Lévy, 1911.
- Digression peacockienne. París, Champion, 1911.
- Gazelle (Mémoire d'une tortue). París, Dorbon, 1910.
- L'Ingénu. París, Calmann-Lévy, 1911.
- Histoire de Pierre Pons, pantin de feutre, novela para niños. Illustrations de Paul Guignebault. París, Fayard, 1912.
  - Illustrations de Mlle Daujat. París, Les Arts et le livre, col. "La Joie de nos enfants", 1927.
- ...D'amour et d'eau fraîche. París, Payot. 1913.
- L’Aventure de Thérèse Beauchamps. Roman. París, Calmann-Lévy, 1913. 
  - París, Arthème Fayard, coll. "Le Livre de demain", 28 bois originaux de Roger Grillon, 1925.
- Le Veau d’or et la vache enragée. París, Émile-Paul Frères, 1917.
- Pantomime anglaise. Roman. Ilustraciones de Marco de Gastyne. París, Renaissance du livre, coll. "In extenso", 1918.
- Voyages d’un sédentaire. Fantaisies. París, Émile-Paul Frères, 1918.
- La Cabane d’amour ou le Retour de l’oncle Arsène. Roman, París, Émile-Paul Frères, 1919.
- Le Mariage de Geneviève. París, Ferenczi et Fils, 1920.
- L'Amour sous les oliviers. París, Ferenczi et Fils, 1921.
- Les Taupes.  Roman. París, Émile-Paul Frères, 1922.
- Ces petits messieurs. Roman. París, Émile-Paul, 1922.
  - París, Les Éditions de France, coll. “Le Livre d’aujourd’hui”, 1933.
- Le Greluchon sentimental. Roman. París, Ferenczi et Fils, coll. "Colette", 1923. 
  - París, Ferenczi et Fils, coll. " Le Livre moderne illustré N.º 304 ". Bois originaux de Lalande, 1938.
- La Naufragée. Roman. París, Ferenczi et Fils, coll. "Colette", 1924.
  - Ferenczi et Fils, coll. “Le Livre Moderne Illustré N.º 56”. Bois originaux de Peti Jean Armand, 1928.
- La Jeune Fille au jardin, roman inédit, bois originaux de Gérard Cochet. París, Ferenczi & Fils, coll. “Le Livre Moderne Illustré” N.º 13, 1924.
- Contes des cloches de cristal. París, Chez Madame Lesage, coll. " Le Sage et ses amis ", 1925.
- La Bonbonnière d'or. Roman. París, Ferenczi et Fils, 1925.
- L’Ombre et l’Amour. Journal d’un homme timide. Roman. París, Vald. Rasmussen, coll. " Échantillons ", 1925.
- Le Radjah de Mazulipatam. París, Ferenczi & fils, 1926.
  - Kailash éditions, postface de Christian Petr, 1996.
- L’Amour de Mademoiselle Duverrier. París, Ferenczi et Fils, 1926.
  - Ferenczi et Fils, coll. “Le Livre Moderne Illustré” N.º 140. Bois originaux de Jean Moreau, 1932.
- Olympe et ses amis. Roman. París, Ferenczi et Fils, 1927.
  - París, Ferenczi et Fils, coll. " Le Livre moderne illustré " N.º 279. Bois originaux de Prassinos, 1937.
- Les Baladins d’amour. Roman. París, Ferenczi et Fils, 1928.
  - París, Ferenczi et Fils, coll. “Le Livre Moderne Illustré” N.º 210. Illustrations en couleurs de Michel Jacquot, 1934.
- Passy-Auteuil ou Le vieux monsieur du square. Monologue intérieur. Avec 45 dessins de Clément Serveau. París, André Delpeuch éditeur, coll. " Le roman de París ", 1928.
- Soleil de Grasse. Roman. París, Ferenczi et Fils, 1929.
- Baroque. Roman. París, Ferenczi et Fils, 1929.
  - París, Ferenczi et Fils, coll. “Le Livre Moderne Illustré” N.º 233. Bois en couleurs de Claude Escholier, 1935.
- Le Jeune Homme des palaces. París, Éditions des Portiques, 1929.
- Le Patriarche"", nouvelle. Ornée de bois par Honoré Broutelle. París, Aux dépens de la Société de la gravure, 1919.
- Vie du sage Próspero. París, Plon, coll. "La Grande Fable. Chroniques des personnages imaginaires", n.º 2, 1930.
- Jeux de glaces. Roman. París, Ferenczi et Fils, 1930. 
  - Ferenczi et Fils, coll. “Le Livre Moderne Illustré” N.º 182, Bois originaux de Constant Le Breton, 1933.
- Âmes russes 1910. París, J. Ferenczi & Fils, 1931.
- Les Égarements de Blandine. París, Ferenczi & Fils - Le Beau livre, 1932.
  - París, Ferenczi et Fils, coll. “Le Livre Moderne Illustré” N.º 257, illustrations de Haardt, 1936.
- Otarie. arabesque amoureuse et marine. Dédié à Blaise Cendrars. París, Maurice d’Hartoy éditeur, coll. "Les Maîtres du style", 1933.
- Le Zombie. Roman. París, Ferenczi, 1935.
- Le Cabinet chinois. París, Gallimard, coll. " La Renaissance de la nouvelle ", 1936.
- Direction Étoile. Roman. París, Plon, 1937.
- L'Invasion  du paradis. Roman. París, Ferenczi, 1937.
- Le Fil d’Ariane. Aviñón, Édouard Aubanel, coll. "Les grands contemporains", éditeur, 1941.
- Portes. Nouvelles. Neuchâtel, Éditions de la Baconnière, coll. "Les Cahiers du Rhône", série blanche, XIX, novembre 1943 (nouvelles).
- Fugues. Marseille, Robert Laffont, 1943.
- Les Jardins de Marguilène. Roman. Fribourg, L.U.F., 1943.
- Le Raton laveur et le maître d’hôtel. Roman. Fribourg, L.U.F., 1944.
- Primevère et l’Ange. Roman. París, Robert Laffont, 1945.
- L'Âne de Buridan. Roman. Lyon, Éditions Ludunum, 1946.
- La Conférence. Roman. París, Le Bateau ivre, 1946.
- Rencontres dans la Nuit. Roman. Bienne, Éditions du Panorama / Éditions du Dauphin, 1954.
- L’Œuf de Colomb. Roman. París, Grasset, 1954.
- Aorasie. Roman. París, Grasset, 1957.
- Caprices. Nouvelles. París, Gallimard, 1960.

## Ensayos
- Claudel et Suarès. Conférence. Bruxelles, La Libre esthétique, 1907.
- Visages. Bruges, Herbert, 1907.
- Figures d'hier et d'aujourd'hui, París, Dorbon-Ainé, 1911.
- Méditation sur la femme de France. Illustrations de Gabrielle. París, Nouvel Essor, 1916.
- Dans le goût vénitien. Douze planches de Brunelleschi, gravures par Gorvel. París, 1921.
- Le Pavillon du Mandarin, critiques. París, Émile-Paul, 1921.
- Éloge de la laideur. París, Hachette, Collection des éloges, 1925.
- Fumets et fumées. L'art de manger, l'art de boire, l'art de fumer. Croquis d'O. Fabrès. París, Le Divan, coll. Les Soirées du Divan, 1925.
- La Mode. París, Hachette, coll. Notes et maximes, 1926.
- Bestiaire. Images de Simon Bussy. Proses de FM. París, Govone, 1927.
- Le Casino. París, La Nouvelle Société d'Édition, coll. L’Homme à la page, 1928.
- Grasse. Frontispice de Jean Marchand. París, Émile-Paul Frères, coll. Portrait de la France, n.º 23, 1928.
- La Vie amoureuse de Vénus, déesse de l’amour. París, Ernest Flammarion, coll. Leurs amours, 1929.
- Foujita. París, numéro spécial de L'Art et les artistes, 1931.
- Dancings. Lithographies de H. Gazan. París, Flammarion, 1932.
- Danse, avec 152 illustrations. París, Flammarion, coll. Voir… et… savoir, 1935.
- Mon Caméléon. París, Albin Michel, coll. Scènes de la vie des bêtes, 1937.
  - L’Esprit des péninsules. París, coll. L’Alambic, suivi de huit lettres inédites. Postface et bibliographie par Éric Dussert. 1997.
- Mallarmé. Mulhouse, Bader-Dufour, 1948.

## Poemas
- Les Reflets et les souvenirs. París, Bibliothèque de l'Occident, 1904.
- Samsara. París, Éditions Fourcade, 1931.
  - París, Éditions du Pavois, 1948.